# Nieuwe of Tweede Compagnie

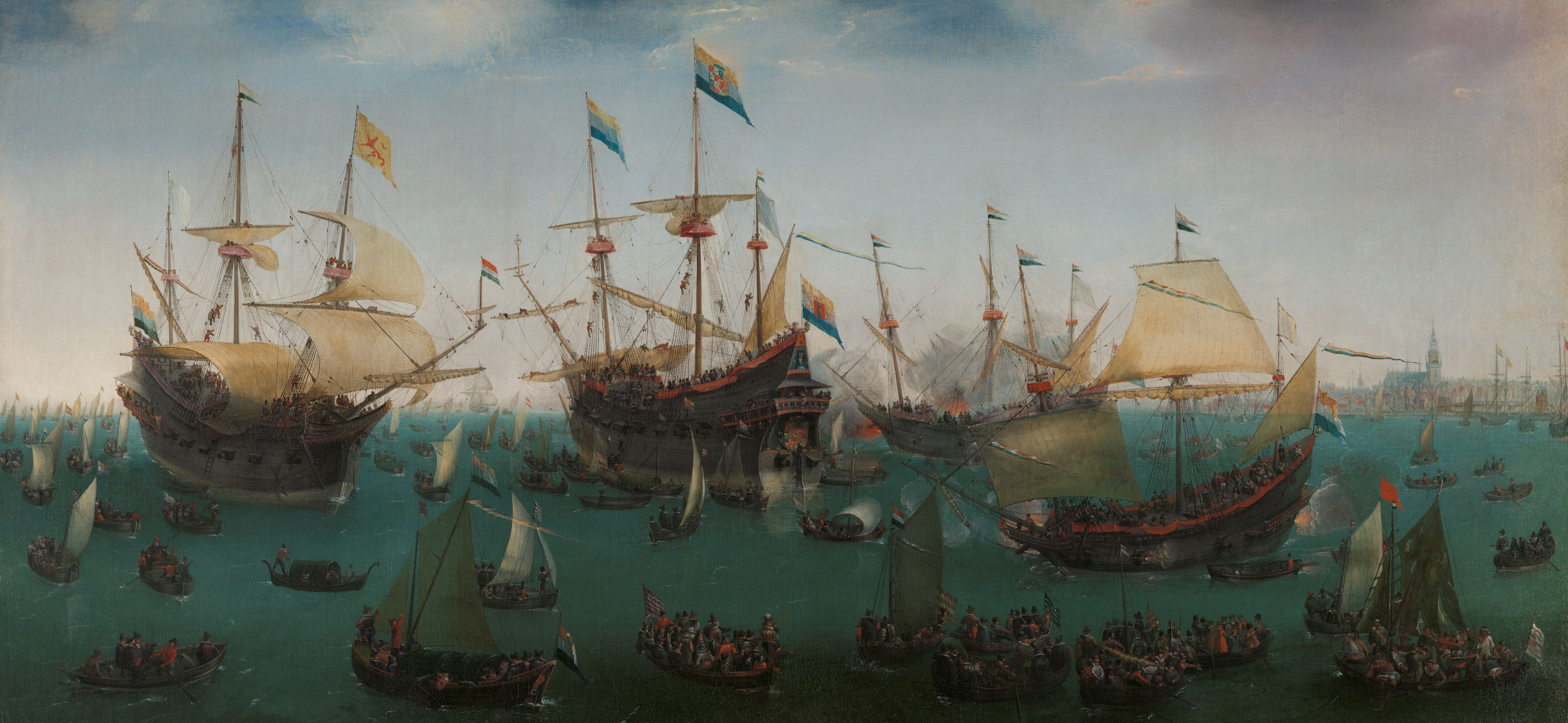
Terugkeer van de tweede Azië-expeditie van Jacob van Neck in 1599 door Cornelis Vroom (ca. 1591-1661)

De Nieuwe of Tweede Compagnie - was een voorcompagnie van de Republiek der Zeven Verenigde Nederlanden. Deze werd opgericht in 1597 en fuseerde al snel na haar oprichting met de Compagnie van Verre. Dezen vormden zo in 1598 de Oude Compagnie.